# Massimo Mezzaroma
Massimo Mezzaroma (Roma, 2 febbraio 1972) è un imprenditore e dirigente sportivo italiano.

## Biografia
Figlio primogenito di Pietro Mezzaroma (ex vicepresidente della Roma), è il presidente del gruppo Pietro Mezzaroma&Figli, importante impresa italiana del settore edilizio.
Inoltre è cugino di Marco Mezzaroma, patron della Morgenstern (del gruppo Mezzaroma) e presidente di Sport e Salute (già Coni Servizi), ex marito di Mara Carfagna e già comproprietario dell'Unione Sportiva Salernitana 1919 insieme a suo cognato Claudio Lotito.
Ha praticato da giovane il rugby e la vela , con la conquista del titolo mondiale nel 1996

## Iniziative sportive

### Pallavolo
Nel 2006 decise di investire nel mondo sportivo, cavalcando l'onda del successo ottenuto nell'ambiente della capitale dalla finale del Campionato europeo del 2005, che si tenne al PalaLottomatica. Acquistando il titolo sportivo della Pallavolo Reima Crema, la neonata M. Roma Volley esordì direttamente in Serie A1. Dopo due anni, nei quali raccolse importanti piazzamenti e un trionfo a livello continentale, Mezzaroma constatò il disinteresse da parte delle autorità locali al progetto pallavolistico. Questo fatto gli fece prendere la decisione di non iscrivere la squadra per la stagione 2008-2009, ripartendo altresì dalla Serie A2. Dopo due anni nella serie cadetta e un altro trofeo vinto (la Coppa Italia Serie A2) la formazione ottenne, sotto la guida di Andrea Giani, la promozione nella massima serie.
Nel 2011 è sponsor della Rdm Pomezia volley femminile impegnata nel campionato di serie A2

### Calcio
Nel 2010 decide di entrare nel mondo del calcio, diventando il nuovo azionista di maggioranza del Siena. La carica di presidente venne assunta il 15 gennaio 2010. Nonostante il cambio di presidenza l'ambiente non subì quello scossone necessario per evitare la retrocessione, e la Serie A 2009-2010 terminò con il penultimo posto. Mezzaroma si rese protagonista della cronaca sportiva durante le ultime giornate del campionato, a causa di alcune voci riguardanti un presunto premio ai giocatori senesi nel caso in cui fossero riusciti a pareggiare con l'Inter, aumentando così le possibilità che la Roma potesse vincere lo scudetto. Questo fatto, smentito dallo stesso Mezzaroma, scaldò l'attesa per l'ultima giornata di campionato, provocando anche reazioni della dirigenza interista.
Nel 2010-2011 con Antonio Conte alla guida il Siena torna subito in Serie A e l'anno seguente si piazza 10º in campionato e arriva fino in semifinale in Coppa Italia.
Il 2 agosto 2012 ha patteggiato con la commissione disciplinare per sei tesserati dell' Ac Siena calcio
Il 30 novembre 2012 la procura di Cremona chiede una proroga di sei mesi per lui e altri 32 degli indagati per il calcioscommesse iscritti nel registro nel maggio scorso.
Nel luglio seguente il pm di Cremona Roberto Di Martino ha mandato un avviso ai 149 indagati per notificare il maxi incidente probatorio che sarà condotto sulle 200 apparecchiature poste sotto sequestro durante le indagini. Tra gli indagati figura lo stesso Mezzaroma.
Nel 2013 il Siena retrocede di nuovo e disputa un discreto campionato di B piazzandosi al 9º posto. Al termine del campionato di Serie B, il Siena è dichiarato fallito per dissesto finanziario e subisce la revoca dell'affiliazione alla FIGC; la squadra riparte dalla Serie D attraverso una newco fondata da Antonio Ponte. Nel 2014 si dimette dalla carica di presidente dell' Ac Siena calcio Nel 2014 è indagato per accesso abusivo al credito
Il 9 febbraio 2015 la procura di Cremona termina le indagini e formula per lui e altri indagati le accuse di associazione a delinquere e frode sportiva.
Il 25 agosto dello stesso anno viene deferito dal Procuratore Federale Stefano Palazzi per il tentato illecito di Siena-Varese 5-0 del 21 maggio 2011: il collaboratore tecnico bianconero Cristian Stellini avrebbe rifiutato la proposta di Mezzaroma di perdere la partita.
Nel 2016 è stato assolto in appello con il Siena calcio dall'accusa di calcioscommesse
Nel 2017 gli vengono sequestrati e. 8,5 milioni per il fallimento dell' Ac Siena calcio.
Nel 2018 il processo per il calcioscommesse è terminato in prescrizione
Nel 2021 è stato condannato a 3 anni di reclusione per bancarotta fraudolenta per il crack dell' Ac Siena calcio
Nel 2024 è assolto dall'accusa di bancarotta fraudolenta per la vendita del marchio del Siena calcio

### Vela
Come armatore, ha vinto con Nerone il campionato europeo  nel 2007 e 2010  ed il mondiale di classe Far 40  nel 2010